# Dagbok

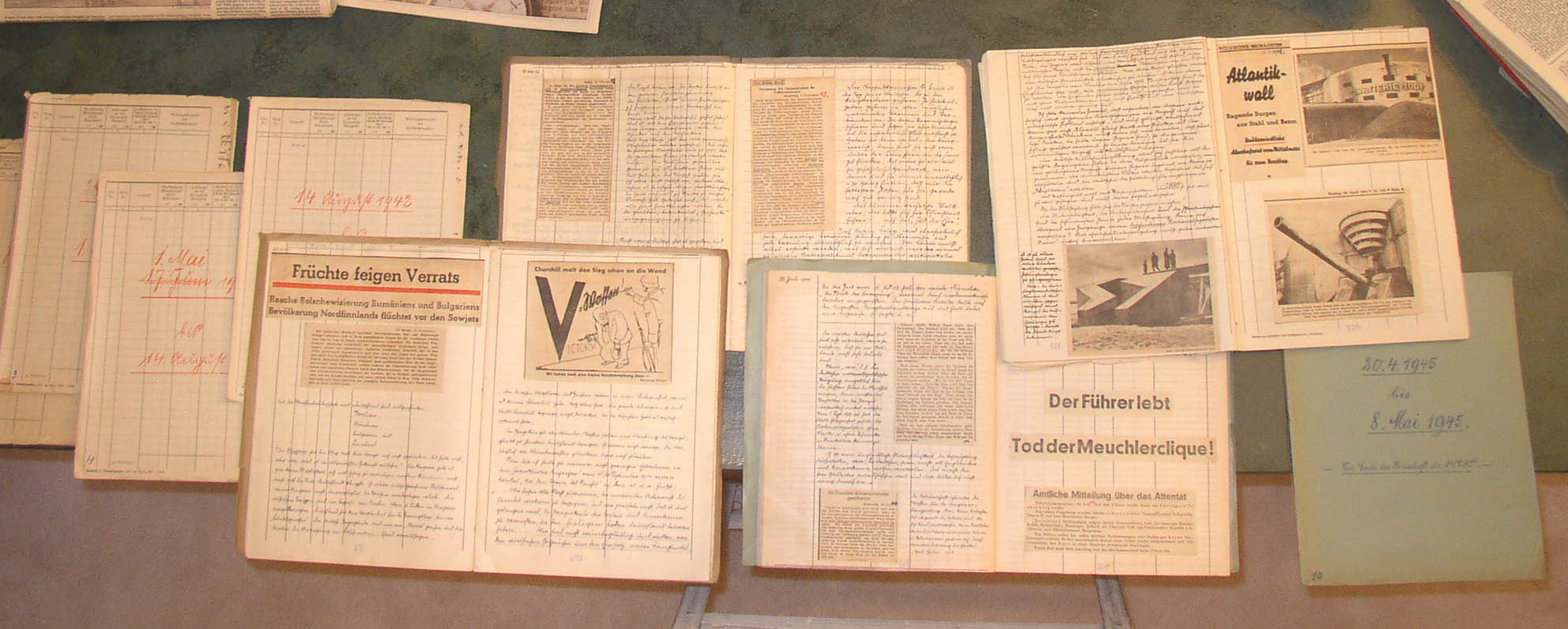
Friedrich Kellners dagbok.

En dagbok är anteckningar som förs per dag, om skeenden i författarens liv. Innehållet är ofta av personligt slag och kan beröra vardagliga sysslor eller författarens inre utveckling. Om innehållet beskriver historiska händelser, ligger boktypen nära annaler. Både barn och vuxna kan skriva dagbok, och genren innehåller många olika undertyper. Även de besläktade fenomenen journal och diarium kan ses som dagböcker av mer praktiskt slag.

## Historik
Dagböcker har omtalats från antikens romerska rike, liksom från kloster under medeltiden och både Kina och Japan i äldre tid.
Vissa typer av dagböcker kan gå in i varandra, som en krigsdagbok (om upplevelser under ett krig) även kan utvecklas till en krisdagbok (om umbäranden under en sådan kristid). Exempel på sådana dagböcker är Karolinska krigares dagböcker, författade av karoliner i rysk fångenskap efter 1709, liksom Anne Franks dagbok av Anne Frank.

### Två huvudinriktningar
Två huvudinriktningar kan skönjas, där den enda koncentrerar sig på yttre händelser och den andra på en persons inre utveckling. Den förstnämnda typen utvecklades i reseanteckningar under 1500- och 1600-talen, liksom via loggböcker under båtresor eller journaler skrivna under strapatsrika resor på land. Här finns en saklighet som även kan förekomma i de notiser som en jordägare för över sådd, skörd, hans bestånd av djur och hans ekonomiska utveckling. Dessa praktiskt förda "bondedagböcker" förekommer i viss måna fortfarande. Vissa sådana här skrifter kunde växa ut till kulturhistoriska dokument av stort intresse för eftervärlden, som som Årstadagboken av Märta Helena Reenstierna. Linnés rapporter till Sveriges regering under sina resor runt Sverige har karaktäriserats som livfulla resedagböcker.
Den andra huvudlinjen, med introspektion och spegling av skribentens personliga tankar och inre utveckling, blev vanlig under renässansen. En sådan dagbok kan ha en inriktning som är religiös, intellektuell eller konstnärlig.
Många dagböcker kan både behandla inre och yttre förhållanden. Exempel på sådana är Samuel Pepy's Diary (från London, under 1660-talet, av Samuel Pepys) och Anaïs Nins dagböcker (1900-talet). Victoria Benedictsson skrev på 1880-talet Stora boken, där samtidskrönikan paras med en märklig psykologi. Bland andra svenska dagboksförfattare finns Hedvig Elisabeth Silfverstolpe och Malla Silfverstolpe, liksom senare Klara Johanson, Elsa Kniberg och Sven Lindqvist. 1932 presenterad Selma Lagerlöf sin Dagbok, där den 70-åriga författaren visar upp sitt 15-åriga jag.

### Modern tid
I modern tid förekommer offentligt hållna och presenterade dagböcker. En blogg är just en sådan typ av dagbok, ofta personligt författad men med omvärlden som läsare (och inte personen själv). Motsatsen är en djupt personlig dagbok, där författaren bearbetar sina egna tankar och fäster dessa på papper för exklusivt eget bruk. En sådan dagbok kan ofta vara försedd med ett litet hänglås.

## Opublicerat, snarlik genre
Opublicerade dagböcker finns bevarade i många olika arkiv. Dessa kan ofta vara fängslande dokument över enskilda individer och deras tankar över sitt liv i relation till samtiden och historien.
Dagboksromanen är en fiktionsgenre som hämtar en del av sin stil från dagboken. Detta inkluderar en utpräglad fragmentarisering och upprepning, liksom den omedelbara och intima karaktären och prägeln av bekännelselitteratur.

## Berömda dagboksförfattare
- Anaïs Nin
- Marcus Aurelius
- Cecil Beaton
- Axel von Fersen d.y.
- Märta Helena Reenstierna
- Hedvig Elisabet Charlotta av Holstein-Gottorp
- Anne Frank
- Samuel Pepys
- Friedrich Kellner
- Carl von Linné
- Carl Tersmeden
- Pehr Stenberg
- Henri Frédéric Amiel